# Cantone di Illkirch-Graffenstaden
Il Cantone di Illkirch-Graffenstaden è una divisione amministrativa dell'arrondissement di Strasburgo-Campagna.
A seguito della riforma approvata con decreto del 18 febbraio 2014, che ha avuto attuazione dopo le elezioni dipartimentali del 2015, è passato da 3 a 4 comuni.

## Composizione
I 3 comuni facenti parte prima della riforma del 2014 erano:
- Illkirch-Graffenstaden
- Lingolsheim
- Ostwald

Dal 2015 i comuni appartenenti al cantone sono i seguenti 4:
- Eschau
- Illkirch-Graffenstaden
- Ostwald
- Plobsheim